# James Hobrecht
Pour les articles homonymes, voir Hobrecht.

Plan masse des faubourgs de Berlin (18 juillet 1862).

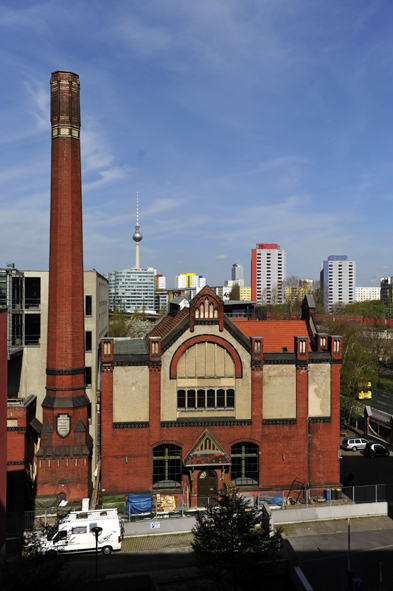
Station de pompage désaffectée du Radialsystem V le long de la Spree, au n°33 de Holzmarktstraße.

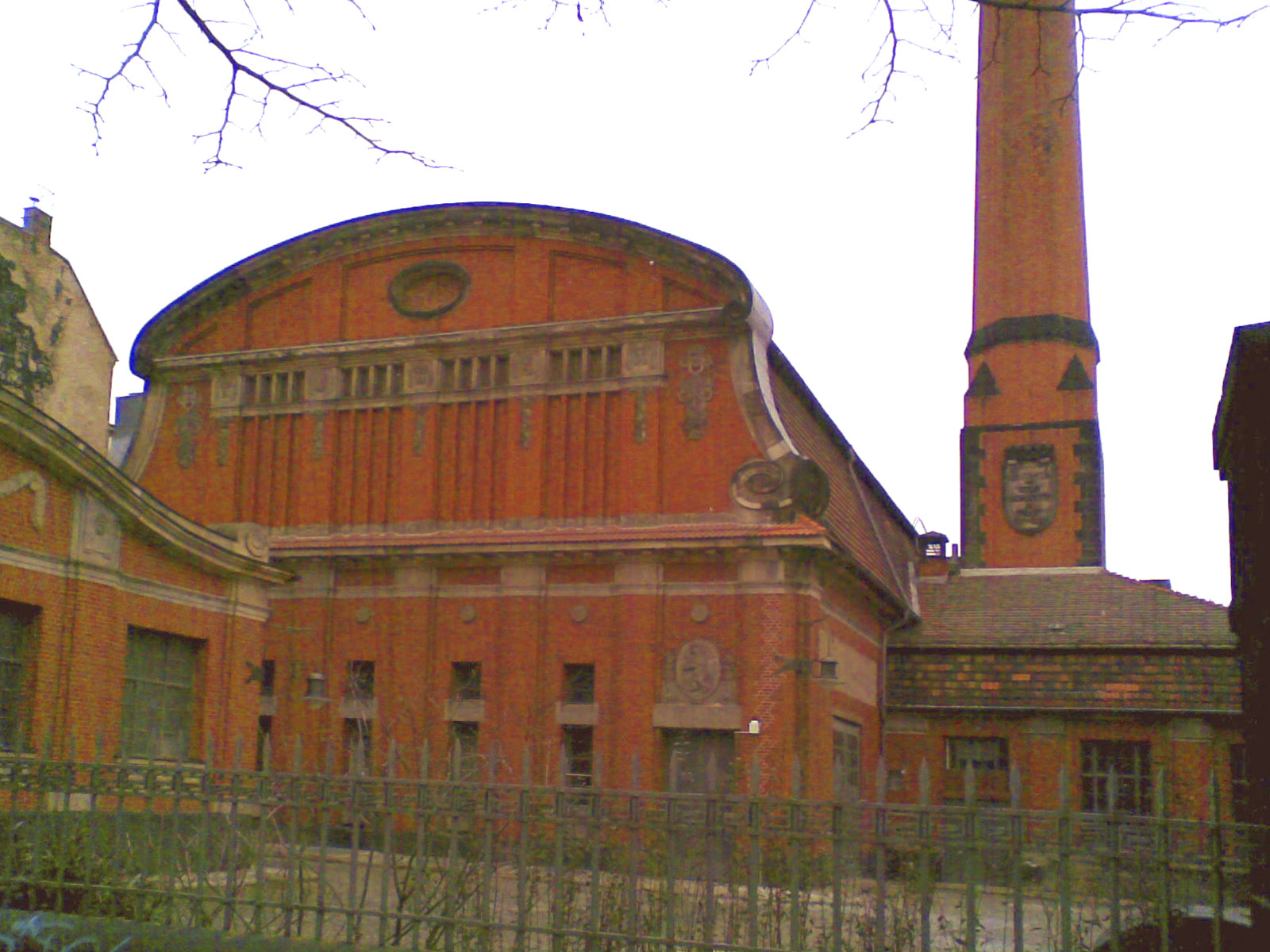
Station de pompage désaffectée du Radialsystem XI (rue Erich-Weinert, entre la rue de Greifswald et Prenzlauer Allee).

James Friedrich Ludolf Hobrecht (né le 31 décembre 1825 à Memel; † 8 septembre 1902 à Berlin) est un urbaniste prussien, maître d’œuvre du premier grand schéma d'aménagement de Berlin, le Plan Hobrecht de 1862. En tant que conseiller municipal, il lança en 1885 les travaux d'assainissement, avec des égouts, améliorant vraiment les conditions sanitaires de la ville.

## Biographie
Hobrecht est le fils d'un propriétaire terrien de Memel, Ludolph Hobrecht et de sa femme Isabella (née Johnson). Il est le frère d’Arthur Hobrecht. En 1834 son père est nommé au Conseil économique royal et la famille déménage à Kœnigsberg. En 1841, James Hobrecht interrompt ses études et commence un apprentissage de géomètre. En 1844, il obtient son brevet et en 1845 son diplôme de géomètre. Jusqu'en 1847, il est employé à la délimitation des parcelles en Prusse-orientale par la Sté de chemin de fer de Cologne-Minden. Au cours de la révolution de mars de 1848, il défend le château de Berlin aux côtés d'autres jeunes de la Garde nationale.
James Hobrecht s'inscrit ensuite à l'Académie d'architecture de Berlin, changeant de cursus à plusieurs reprises. Il réussit les examens d'architecte en 1849 et s'inscrit la même année à la Chambre des Architectes de Berlin, dont Friedrich August Stüler et Gottfried Semper sont aussi membres. Mobilisé en 1850 dans le 14e régiment d'infanterie en électorat de Hesse, il obtint la permission de poursuivre ses études à l'Académie d'architecture. Il commença à exercer en tant que maître d’œuvre en 1851, notamment avec le chantier des entrepôts de Kœnigsberg. En 1852, il fut pour peu de temps régisseur du domaine Dirschkeim en Sambie. De son union avec Henriette Wolff, le 4 février 1853, il eut trois fils et quatre filles.
Après un complément de formation en agronomie et en génie civil, il passa en 1858 les épreuves d'ingénieur des voies navigables et obtint la même année un poste d’urbaniste d’État auprès du Département de la Construction de la Police Royale (Direction de la Construction). En 1859 on lui confia la direction de la commission du plan d'aménagement des environs de Berlin. Grâce à un voyage d'étude en 1860 à Hambourg, Paris, Londres et d'autres villes anglaises, il se familiarisa avec les dernières techniques d'aménagement et d’assainissement. Le Plan Hobrecht consistait à aménager Berlin, Charlottenburg et les autres communes alentour selon un plan radioconcentrique. Ce plan, qui reste aujourd'hui le fondement du schéma directeur et du plan de circulation de la capitale allemande, entre en vigueur en 1862.

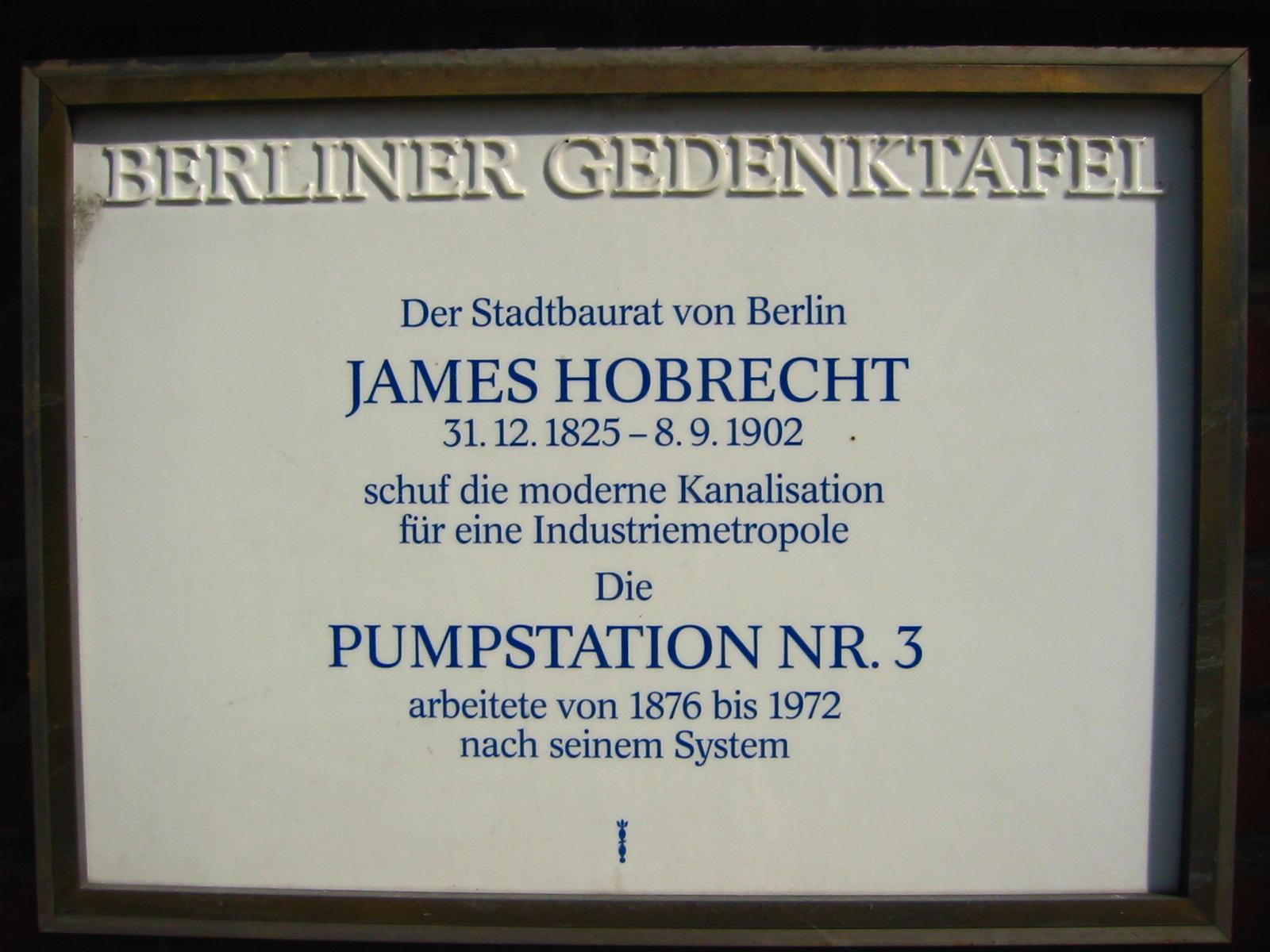
Monument berlinois en l'honneur de Hobrecht.

Affecté à Stettin le 15 décembre 1861, il y fit entre autres construire le réseau d'eau potable et dessina le réseau d'égout, mis en service dès 1870.

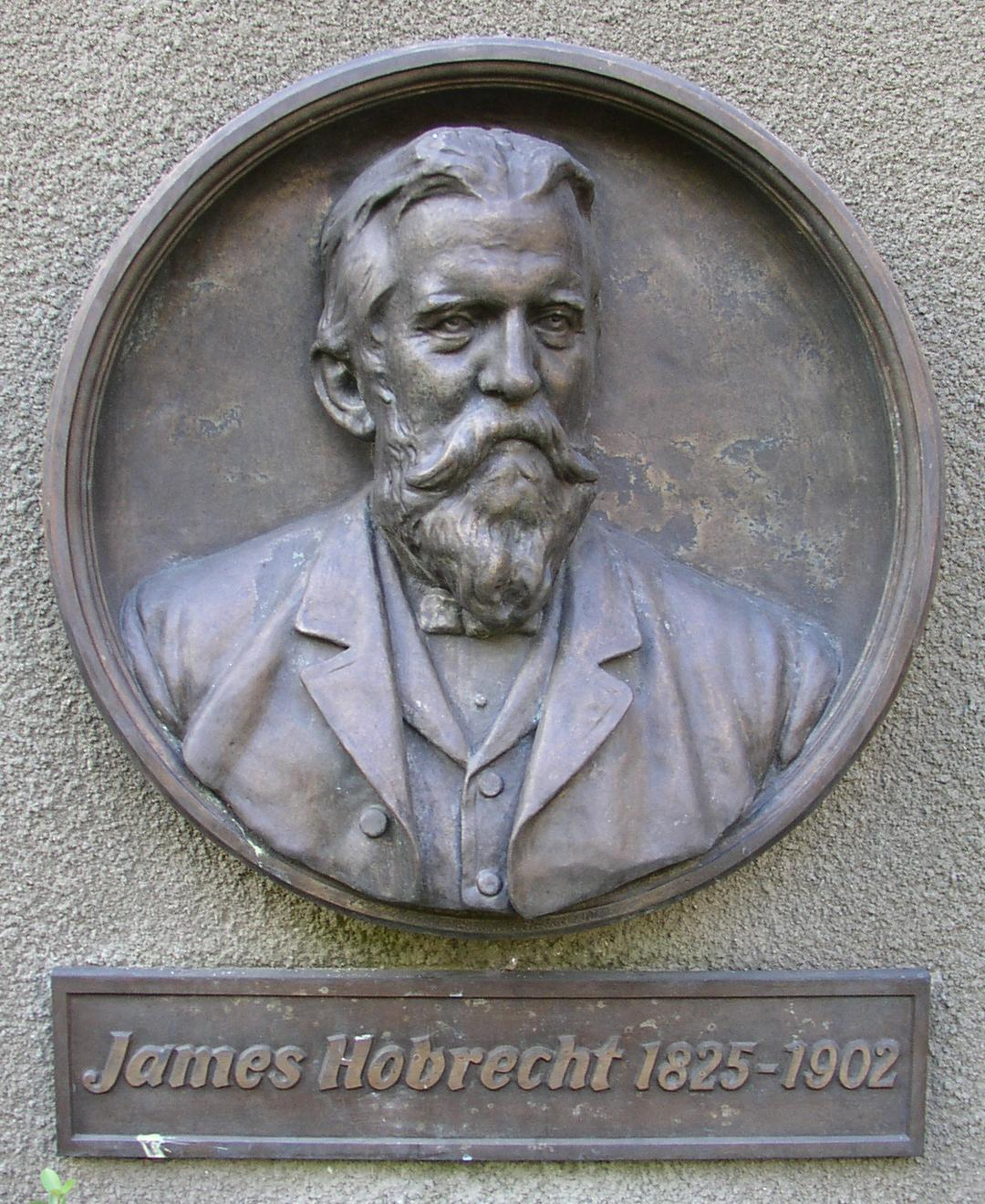
Plaque commémorative à Zepernick-Hobrechtsfelde.

Grâce à l'appui de son frère Arthur Johnson-Hobrecht, premier bourgmestre de Berlin depuis 1872, et de l'hygiéniste Rudolf Virchow, les autorités lui confièrent en 1869 le prolongement de son programme, à savoir la canalisation des égouts de Berlin selon 12 secteurs. Les 12 secteurs disposent chacun d'un réseau autonome d'aqueducs souterrains et de collecteurs, qui mènent à sa propre station de relèvement. De là, les rejets domestiques et les eaux de pluie étaient drainés et refoulés dans les nouveaux étangs de Berlin (Berliner Rieselfelder). Ce réseau, entièrement aménagé entre 1873 et 1893, fit à l’époque de Berlin la métropole disposant du plus moderne réseau d'assainissement au monde. Outre Stettin et Berlin, Hobrecht conseilla Potsdam et environ 30 autres villes telles Moscou, Tokyo et Le Caire.
De 1872 à 1874, Hobrecht enseignait à l'Académie d'Architecture. En 1884 il fut élu conseiller municipal de Berlin pour une durée de douze ans, responsable de la voirie et de l’assainissement. La construction des quais de la Spree permit la navigation dans Berlin intra muros entre Oberbaum et Unterbaum. Il fut plusieurs années président de la Chambre des Architectes de Berlin.
Sa santé devenant chancelante, il décide en 1897 de prendre sa retraite. Il reçoit peu après le titre de sénateur de Berlin.
Sa sépulture se trouvait à Berlin-Mitte dans le IIe Cimetière de la paroisse Sainte-Sophie de Berlin.

## Hommages
En 1908, la ville baptise en son honneur l'un de ses terrains des environs de Zepernick-bei-Berlin le Hobrechtsfelde (de). D'autres sites suivront, comme le « pont Hobrecht » (franchissant le Landwehrkanal à Berlin-Kreuzberg) et la rue Hobrecht à Berlin-Neukölln.
Une nouvelle rue, à l'emplacement de l'ancien marché aux bœufs et des abattoirs, a été baptisée Hobrecht en 2005 dans le quartier de Pankow à Prenzlauer Berg, ainsi qu'une rue Hobrecht à Großbeeren en 2013. En reconnaissance de ses études pour le réseau d'eau potable, les autorités municipales ont appelé une rue Hobrecht dans le quartier Saint-Paul à Darmstadt .
Enfin, une plaque commémorative se trouve à l'entrée du Musée lapidaire de Berlin, qui occupe le bâtiment de l'ancienne station de pompage n°3 de Berlin.

## Voir également
- (de) Cet article est partiellement ou en totalité issu de l’article de Wikipédia en allemand intitulé « James Hobrecht » (voir la liste des auteurs).
- (de) « Publications de et sur James Hobrecht », dans le catalogue en ligne de la Bibliothèque nationale allemande (DNB).
- (de) [HobrechtJames James Hobrecht], dans le musée virtuel LeMO du musée historique allemand (DHM)
- Klaus Strohmeyer: James Hobrecht und die Modernisierung der Stadt.